# Résistance intellectuelle
La résistance intellectuelle est un mouvement accordant une place importante à la connaissance, notamment en période de conflit. Les régimes totalitaires tentent le plus souvent d'avoir la mainmise sur les connaissances accessibles, ainsi que sur l'enseignement qui peut être orienté. Il s'agit d'une forme de résistance, par le savoir[évasif],